# Witalij Polanski (ur. 1988)
Witalij Wołodymyrowycz Polanski, ukr. Віталій Володимирович Полянський (ur. 30 listopada 1988 w Dniepropietrowsku) – ukraiński piłkarz, grający na pozycji obrońcy.

## Kariera piłkarska

### Kariera klubowa
Wychowanek UFK Dniepropetrowsk, barwy, którego bronił w juniorskich mistrzostwach Ukrainy (DJuFL). Również w juniorskich rozgrywkach bronił barw klubów Obrij Nikopol i Inter Dniepropetrowsk. W 2007 rozpoczął karierę piłkarską w Stali Dnieprodzierżyńsk, ale nie zagrał żadnego mego następnego roku przeszedł do Ołkomu Melitopol. Latem 2008 wyjechał za granicę, gdzie podpisał kontrakt z estońskim pierwszoligowym klubem Pärnu Vaprus. Zimą 2009 powrócił do Ukrainy, gdzie został piłkarzem Wołyni Łuck, a latem przeniósł się do klubu Feniks-Illiczoweć Kalinine. W 2011 roku został zawodnikiem litewskiego FK Możejki. W lipcu 2012 zasilił skład Olimpiku Donieck. Latem 2013 przeszedł do Sławutycza Czerkasy. Na początku 2016 wyjechał do Łotwy, gdzie grał w składzie FK Rīgas Futbola skola. Latem 2016 przeniósł się do Litwy, gdzie bronił barw klubów Utenis Uciana i Džiugas Telšiai. 20 marca 2019 podpisał kontrakt z Metałurhiem Zaporoże.